# Якою зеленою була моя долина
«Якою зеленою була моя долина» (англ. How Green Was My Valley) — американський фільм-драма 1941 року, поставлений режисером Джоном Фордом. Сюжет стрічки є сценарною обробкою Філіпа Данна відомого однойменного роману Річарда Ллуелліна і оповідає про життя сім'ї Морганів у вугільному басейні Південного Уельсу на початку XX століття. Фільм було висунено на премію «Оскар» в 10 номінаціях, у 5 з яких він здобув перемогу . У 1990 році фільм було включено до Національного реєстру фільмів Бібліотеки Конгресу США.

## Сюжет
Покидаючи рідний дім, Г'ю Морган згадує дитинство, що пройшло 50 років тому в долині Уельсу, яка для нього назавжди залишиться такою ж зеленою, якою вона була у той час. Його батько і п'ятеро братів працювали на вугільній шахті. Повсякденне життя підкорялося звичаям, прирівняним до справжніх обрядів. За столом ніхто не вимовляв ані слова; страви, приготовані матір'ю Бет Морган і її донькою Енгеред, слід було поглинати в мовчанні. Авторитет батька не заперечувалися ніколи — але одного разу, коли шахтарям знизили зарплату, сини зважилися на страйк і посварилися з батьком. Вони пішли з рідного будинку — усі, окрім, маленького Г'ю. Один з синів, Айвор, перед тем як піти одружився з Бронвін; їхній союз був скріплений новим пастором, містером Гріфідом, в якого відразу ж закохалася Енгеред.
Страйк тривав 22 тижні. Усі кругом засмучені та звинувачують в усьому голову сім'ї, який опирався страйку. У його будинку вибивають вікна. На нічних зборах на вершині пагорба в мороз і снігопад мати звертається до шахтарів. Вона говорить, що її чоловіка обмовили, і присягається, що уб'є першого, хто йому зашкодить. Дорогою назад вона разом з Г'ю падає в розколину. Лікар говорить, що Г'ю залишився жити тільки дивом. Одужання Г'ю триває довго. Ніхто не знає, коли він знову зможе ходити, але пастор обіцяє, що це станеться навесні. Бронвін читає йому «Острів скарбів». Коли мати робить перші кроки, вона відразу ж йде обійняти свого сина.
Пастор говорить, що готовий допомогти профспілці; якщо той керуватиметься духом справедливості. Таким чином, він вносить злагоду в родину Морганів, і п'ятеро синів повертаються в батьківський будинок. Страйк припиняється; але на зміну йому приходить безробіття. Двоє синів вимушені поїхати до Америки. Навесні, як і було обумовлено, пастор виводить Г'ю на збір первоцвіту і переконує його, що він може ходити. Син власника шахти, дуже пихатий молодик, робить пропозицію Енгеред і отримує її згоду. Перед цим пастор пояснив Енгеред, що не зможе одружитися з нею, оскільки занадто бідний, щоб забезпечити їй гідне життя. Наречені від'їжджають до Південної Африки.

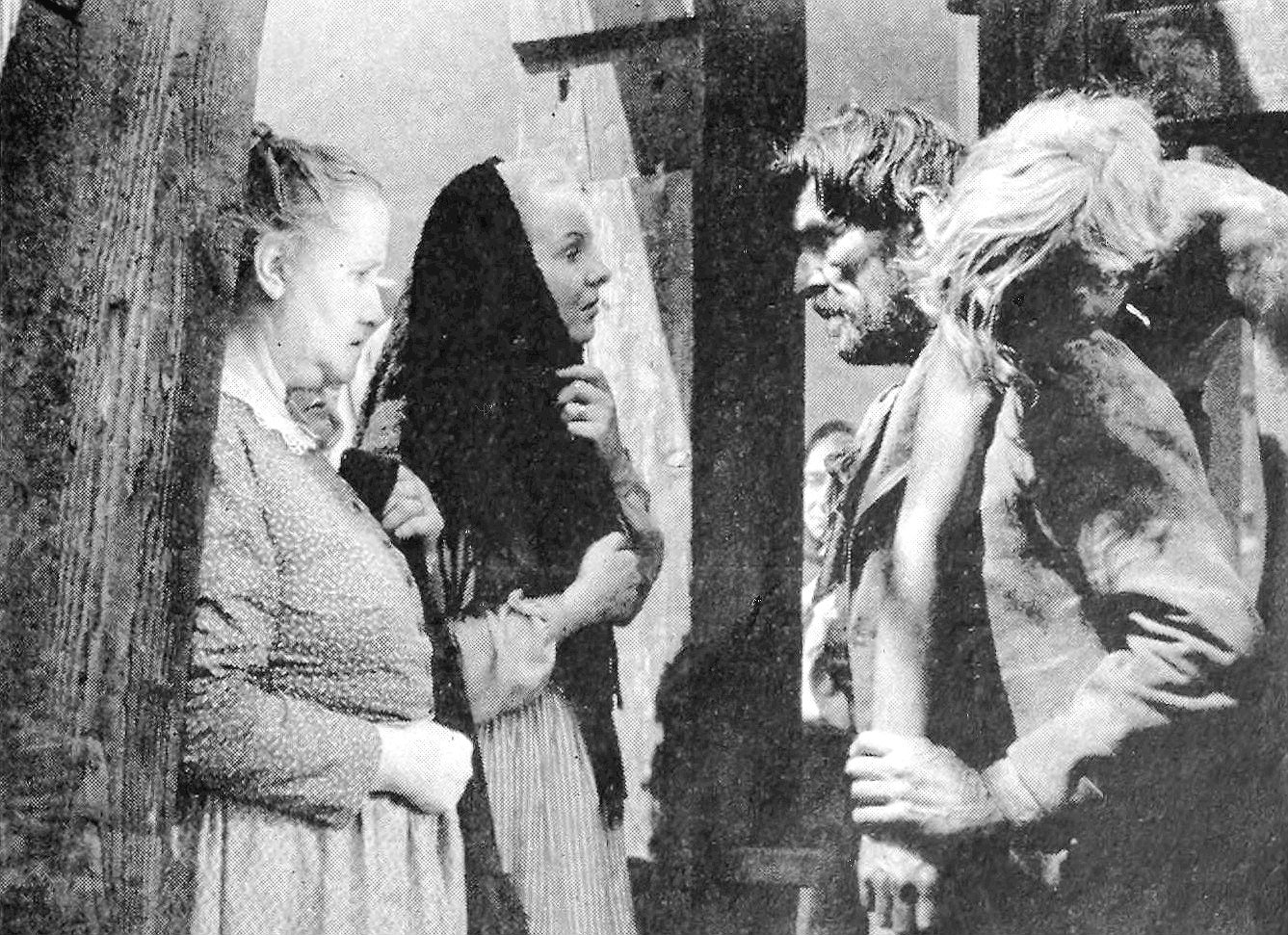
Кадр з фільму

Г'ю йде до школи. Він перший з Морганів, хто вчиться у державній школі. Учитель його мучить, однокласники штовхають і б'ють. Він повертається додому закривавлений. Батько хоче, щоб силач Дей Бендо навчив хлопчика боксу; тоді Г'ю зуміє за себе постояти. Проте учитель ловить його під час бійки й влаштовує йому жорстоку прочуханку. Дей Бендо дає своєрідний урок боксу учителеві, який так нелюдяно ставиться до дітей.
На шахті відбувається нещасний випадок; Івора роздавило вагонеткою. Він гине напередодні народження сина. Г'ю закінчує навчання в школі; тепер у нього є красивий диплом з написами латиною. Батько цікавиться, ким він хоче стати: лікарем чи адвокатом? Г'ю хоче стати шахтарем і уперше в житті спускається в шахту. Двох його братів-шахтарів звільняють. Енгеред сама повертається з Південної Африки, не знайшовши там щастя. Округом розходяться плітки й чутки про її стосунки з пастором. Пастор читає останню проповідь своїм прихожанам, звинувачуючи їх в лицемірстві й боягузтві.
На шахті відбувається обвал. Батько не підіймається на поверхню. Пастор, Г'ю і Дей Бендо спускаються за ним. Хлопчик знаходить його серед уламків. Він кидається до нього; батько помирає, обіймаючи сина. Мати, Енгеред і Бронвін бачать, як підіймають тіло батька. Перед тим як піти з дому дорослий Г'ю (глядач чує тільки його голос) знову бачить перед собою незабутні образи минулого.

## В ролях
| Волтер Піджон     | ···· | Містер Гріфід          |
| Морін О'Хара      | ···· | Енгеред Морган         |
| Анна Лі           | ···· | Бронвін, дружина Івора |
| Дональд Крісп     | ···· | Гвілім Морган          |
| Родді Макдавелл   | ···· | Г'ю Морган             |
| Джон Лодер        | ···· | Янто Морган            |
| Сара Оллгуд       | ···· | Мисіс Бет Морган       |
| Баррі Фіцджеральд | ···· | Ківарта                |
| Патрік Ноулз      | ···· | Івор Морган            |
| Етель Гріффіс     | ···· | Місіс Ніколас          |

## Визнання
| Нагороди та номінації фільму «Якою зеленою була моя долина» | Нагороди та номінації фільму «Якою зеленою була моя долина» | Нагороди та номінації фільму «Якою зеленою була моя долина» | Нагороди та номінації фільму «Якою зеленою була моя долина» | Нагороди та номінації фільму «Якою зеленою була моя долина» | Нагороди та номінації фільму «Якою зеленою була моя долина» |
| Рік                                                         | Кінофестиваль/кінопремія                                    | Категорія/нагорода                                          | Номінант                                                    | Результат                                                   |                                                             |
| ----------------------------------------------------------- | ----------------------------------------------------------- | ----------------------------------------------------------- | ----------------------------------------------------------- | ----------------------------------------------------------- | ----------------------------------------------------------- |
| 1941                                                        | Національна рада кінокритиків США                           | ТОП-10 фільмів                                              | Якою зеленою була моя долина                                | Включення                                                   |                                                             |
| 1941                                                        | Спільнота кінокритиків Нью-Йорка                            | Найкращий режисер                                           | Джон Форд                                                   | Перемога                                                    |                                                             |
| 1941                                                        | Спільнота кінокритиків Нью-Йорка                            | Найкращий фільм                                             | Якою зеленою була моя долина                                | 2-е місце                                                   |                                                             |
| 1941                                                        | Премія «Оскар»                                              | Найкращий фільм                                             | Якою зеленою була моя долина                                | Перемога                                                    |                                                             |
| 1941                                                        | Премія «Оскар»                                              | Найкраща режисерська робота                                 | Джон Форд                                                   | Перемога                                                    |                                                             |
| 1941                                                        | Премія «Оскар»                                              | Найкраща чоловіча роль другого плану                        | Дональд Крісп                                               | Перемога                                                    |                                                             |
| 1941                                                        | Премія «Оскар»                                              | Найкраща жіноча роль другого плану                          | Сара Олгуд                                                  | Номінація                                                   |                                                             |
| 1941                                                        | Премія «Оскар»                                              | Найкраща операторська робота (чорно-білий фільм)            | Артур Ч. Міллер                                             | Перемога                                                    |                                                             |
| 1941                                                        | Премія «Оскар»                                              | Найкращий сценарій                                          | Філіп Данн                                                  | Номінація                                                   |                                                             |
| 1941                                                        | Премія «Оскар»                                              | Найкраща робота художника-постановника                      | Річард Дей, Натан Джуран, Томас Літтл                       | Перемога                                                    |                                                             |
| 1941                                                        | Премія «Оскар»                                              | Найкращий звук                                              | Едмунд Г. Гансен                                            | Номінація                                                   |                                                             |
| 1941                                                        | Премія «Оскар»                                              | Найкраща музика                                             | Альфред Ньюман                                              | Номінація                                                   |                                                             |
| 1941                                                        | Премія «Оскар»                                              | Найкращий монтаж                                            | Чарльз Б. Кларк                                             | Номінація                                                   |                                                             |
| 1900                                                        | Асоціація кінокритиків Аргентини                            | Найкращий фільм іноземною мовою                             | Якою зеленою була моя долина                                | Перемога                                                    |                                                             |
| 1990                                                        | Національний реєстр фільмів                                 | Національний реєстр фільмів                                 | Якою зеленою була моя долина                                | Включення                                                   |                                                             |
| 2007                                                        | Ойнлайн асоціація кіно і телебачення                        | Найкращий фільм                                             | Якою зеленою була моя долина                                | Перемога                                                    |                                                             |